# معركة الأطلنطي الأولى
معركة الأطلنطي الأولى أو حملة مراكب يو في الأطلنطي هي حرب بحرية بين الغواصات الألمانية و‌أساطيل الحلفاء في مياه الأطلنطي، وهي البحار المحيطة بالجزر البريطانية و‌بحر الشمال وساحل فرنسا.
في البداية حملة يو وُجِّهت نحو الأسطول الكبير. لاحقًا توسعت أعمال أسطول يو بوت لتشمل الخطوط التجارية لقوات الحلفاء. هذه الحملة كانت مدمرة جدًا، وتسببت في خسارة نصف الأسطول التجاري البريطاني تقريبًا خلال الحرب. لمجابهة الغواصات الألمانية، نقل الحلفاء السفن إلى قوافل محمية بالمدمرات ووضعوا الحصارات وحقول الألغام وراقبت دوريات الطائرات قواعد يو بوت.
الحملة لم تستطع قطع الإمدادات قبل دخول الولايات المتحدة إلى الحرب في 1917 ولاحقًا في 1918، هُجِرت قواعد يو بوت في مواجهة تقدم الحلفاء.
النجاحات التكتيكة والإخفاقات لحملة مراكب يو في الأطلنطي ستستخدم لاحقًا في الحرب العالمية الثانية على أنها مجموعة من التكتيكات المتاحة في حرب مشابهة لمراكب يو ضد الإمبراطورية البريطانية.

## 1914: الحملة الأولية

### الدوريات الأولى
في 6 أغسطس 1914، بعد يومين من إعلان بريطانيا الحرب على ألمانيا، انطلقت غواصات يو الألمانية، يو-5 ويو-7 ويو-8 ويو-9 ويو-13 ويو-14 ويو-16 ويو-17 ويو-18 من قاعدتها في هليغولاند لمهاجمة السفن الحربية التابعة للبحرية الملكية البريطانية في بحر الشمال ضمن أول دورية حربية للغواصات في التاريخ.
أبحرت غواصات اليو شمالًا، ووضع روادها نصب أعينهم مواجهة أسراب البحرية الملكية بين شتلاند وبرغن. تعطل أحد محركات يو-9 وأجبرت على العودة إلى القاعدة في 8 أغسطس. رصدت يو-15 في اليوم نفسه البوارج البريطانية إتش إم إس أياكس وإتش إم إس مونارك وإتش إم إس أوريون قبالة سواحل جزيرة فير في أثناء قيامها بمناورات، وأطلقت طوربيدًا على مونارك، لكنه لم يحقق الهدف المرجو منه وجعل البوارج على أهبة الاستعداد. في فجر اليوم التالي، احتكّ سرب الطرادات الخفيفة الأول، خلال مراقبته البوارج، بغواصات اليو، إذ تمكنت إتش إم إس بيرمنغهام من رؤية يو-15، التي كانت عائمة على السطح. لم تظهر أي إشارات على رصد يو-15 وأمكن سماع أصوات الطرق المائي، كما لو كان طاقمها يقوم بإصلاحات. غيرت برمنغهام مسارها على الفور وصدمت يو-15 من الخلف حيث برج القيادة، ما أسفر عن قسم الغواصة إلى نصفين وغرقها مع الطاقم بأكمله.
في 12 أغسطس، عادت سبعة غواصات يو إلى هليغولاند. فُقدت يو-13، وساد الاعتقاد بأنها كانت ملغومةً. اعتُبرت العملية فاشلة، لكن تمكنت من نشر القلق في صفوف البحرية الملكية، إذ تبيّن الخطأ في التقديرات السابقة حول المجال الفعّال الذي أمكن لغواصات اليو تنفيذ عملياتها ضمنه، ووضعت إشارات استفهام حول أمن مرسى الأسطول الكبير في سكوبا فلو. على المقلب الآخر، عززت سهولة تدمير يو-15 من قبل برمنغهام الاعتقاد الخاطئ بأن الغواصات لا تشكل خطرًا كبيرًا على السفن الحربية فوق سطح البحر.

### النجاحات الأولى
في 5 سبتمبر 1914، حققت يو-21 بقيادة الملازم أوتو هيرسينغ إنجازًا تاريخيًا عندما نسفت طراد البحرية الملكية الخفيف باثفايندر. انفجرت مخازن الطراد، وغرق في غضون أربع دقائق مع 259 فردًا من الطاقم، فيما اعتُبر أول انتصار حربي للغواصة الحديثة.
وقف الحظ إلى جانب غواصات يو الألمانية مرةً أخرى في صباح 22 سبتمبر، عندما رُصدت سفينة في الأفق نتيجة عمليات المراقبة على جسر غواصة يو-9 تحت إشراف الملازم أوتو فيديجين الذي أعطى أوامره بنزول غواصة يو في الماء على الفور، وانطلاقها إلى الأمام لإجراء مزيد من عمليات البحث والاستكشاف. رصد فيديجين عند اقتراب غواصته إلى نقطة أقرب ثلاثة طرادات مدرعة قديمة تابعة للبحرية الملكية البريطانية، إتش إم إس أبوكير، وإتش إم إس كريسي، وإتش إم إس هوغي. كانت السفن الثلاث عتيقة وقديمة الطراز، وتألف طاقمها في الغالب من جنود الاحتياط، ولم يخفَ على أحد ضعفها لدرجة مطالبة أصوات في بيروقراطية الأميرالية البريطانية بإصدار قرار سحبها من الخدمة، لكن لم يأتِ القرار بالسرعة الكافية لإنقاذها. ضرب فيديجين أبوكير بواسطة طوربيد واحد. ظنّ قائدا كريسي وهوغي أن أبوكير قد اصطدمت بلغم وجاءت لطلب المساعدة. نسفت يو-9 هوغي بواسطة طوربيدين، بينما نالت كريسي حصتها من الطوربيدات عندما أُصيبت باثنين في أثناء محاولتها الفرار. غرقت الطرادات الثلاثة في أقل من ساعة، ما أسفر عن مقتل 1460 من البحارة البريطانيين.
بعد ثلاثة أسابيع، تحديدًا في 15 أكتوبر، أغرق فيديجين أيضًا الطراد القديم إتش إم إس هاوك، وأصبح طاقم يو-9 أبطالًا وطنيين. حصل كل منهم على ميدالية الصليب الحديدي من الدرجة الثانية، باستثناء فيديجين الذي حصل على الدرجة الأولى منها. أثارت السفن الغارقة حفيظة الأميرالية البريطانية، التي أبدت قلقًا متزايدًا بشأن أمن مرسى سكوبا فلو، ما دفعها إلى إرسال الأسطول إلى موانئ أيرلندا والساحل الغربي لاسكتلندا لحين تنصيب دفاعات كافية في سكوبا فلو تضمن أمانها. أُجبر الأسطول الأقوى في العالم على التخلي عن قاعدته الأصلية) ما شكّل انتصارًا أكثر أهمية من غرق عدد قليل من الطرادات القديمة.